# Битва при Рараньче
Битва при Рараньче (пол. Bitwa pod Rarańczą) — вооружённый конфликт между польским легионом и Австро-Венгрией 15—16 февраля 1918 года недалеко от Рараньчи на Буковине и закончилась победой поляков.

## Предыстория
Брестский договор, переговоры по которому велись 9 февраля 1918 года не пошел на пользу идее национального государства для Польши. Этот договор, подписанный между Центральными державами (включая Австро-Венгрию) и Украинской Народной Республикой 9 февраля 1918 года, передал провинцию Хелм в состав украинского государства. Поляки, тем временем, считали, что город Хелм и прилегающие земли должны быть под польским контролем.
Польские войска и части австро-венгерской армии, дислоцированной на границе Бессарабии, становились всё более беспокойными. Они были рассредоточены по всему региону на линии фронта протяженностью 250 км. Состояли они из Польского вспомогательного корпуса (известного как II бригада польских легионеров вплоть до недавнего кризиса с присягой), а также некоторых дополнительных польских подразделений. Поляки, получив информацию о договоре 12 февраля и ожидая после заключения договора дальнейшего ослабления польских частей, решили 14 февраля объединить силы с Польским первым армейским корпусом в России, перейдя австрийско-российскую линию фронта. Лишь немногие, в том числе генерал Зигмунт Зелиньский, решили не предпринимать никаких действий, однако даже Зелиньский неофициально поддержал мятеж .

## Битва
Польские части, в основном 2-й и 3-й полки под командованием Юзефа Халлера де Халленбурга, пытались прорвать австрийские позиции 15-16 февраля 1918 года. Австрийским войскам было приказано остановить их, и в нескольких местах завязались бои (в то время как в других австрийские части отступили). Основные польские части прорвались через австро-венгерскую армию возле города Рараньча, расположенного на Буковине, но тыловые части с обозами были остановлены бронепоездом, и в конечном итоге разоружены и арестованы.

## Последствия
Легионеры выиграли битву, но оценки их потерь разнятся: по словам историка Ежи Лерского, они понесли «большие потери», но Гавлик утверждает, что было только 16 жертв, в то время как более 900 солдат Вспомогательного корпуса и других польских солдат из разных формирований — всего около 4000 — были арестованы. Позднее австро-венгерское правительство предало суду 86 офицеров и сержантов, но король Австро-Венгрии Карл I приказал прекратить судебный процесс, и несколько недель спустя Австро-Венгрии больше не было.
Некоторым (по словам Гавлика, около 1600 человек) из войск Халлера удалось прорваться через линию фронта в уже оставленные русские траншеи, и 5 марта они были включены в состав Польского второго корпуса, в то время как многие были захвачены и заключены в плен австрийцами. Оставшиеся войска под командованием генерала Халлера будут разбиты немцами в мае в битве под Каневом.